# Инфанте, Блас
Блас Инфа́нте Пе́рес де Ва́ргас (исп. Blas Infante Pérez de Vargas; 5 июля 1885, Касарес — 11 августа 1936, Севилья) — андалусский политик, писатель, историк и музыковед. За свои заслуги в деле становления автономии Андалусии упоминается в преамбуле Устава автономии Андалусии 1983 года как «отец андалусской Родины». Автор текста Гимна Андалусии.

## Биография
Родился в семье секретаря суда Луиса Инфанте Андраде и его супруги Хинесы Перес де Варгас. Учился в школе в Арчидоне. Семья оказалась в тяжёлой ситуации во время кризиса 1898 года, и Блас был вынужден отказаться от планов получить университетское образование и работал, как и его отец, секретарём в суде. Одновременно изучал юриспруденцию в Гранадском университете и сдал экзамен на юриста в 1906 году. С 1910 года служил нотариусом в Кантильяне и заинтересовался политикой. В общении с местной интеллигенцией увлёкся социализмом, джорджизмом и идеями независимости Андалусии. Свои взгляды излагал в статьях в газете «Бетика» и книге «Андалусский идеал». В 1916 году возглавил Севильский андалусский центр, где занимался выпуском газеты «Андалусия». В 1920 году основал газету «Аванте» и опубликовал своё сочинение «Мотамид. Последний король Севильи». В 1923 году деятельность Севильского андалусского центра была запрещена правительством Примо де Риверы. Блас Инфанте перебрался в Исла-Кристина, открыв там нотариальную контору.
В 1931 году в Севилье учредил партию «Хунта либералистов Андалусии». После выборов в феврале 1936 года Блас Инфанте возглавил новое Национальное собрание. По его приказу над зданием мэрии Севильи был поднят андалусский флаг. В августе 1936 года в собственном доме Инфанте подвергся нападению со стороны членов Фаланги и был арестован. Вместе с двумя другими арестованными 11 августа Блас Инфанте был расстрелян без суда и следствия на дороге между Севильей и Кармоной. В настоящее время на месте гибели Инфанте установлен памятник.